# Mila, Algeria
Mila (în arabă ميلة) este o comună din provincia Mila, Algeria.
Populația comunei este de 69.052 locuitori (2008). Este reședința  provinciei  Mila. În epoca romană purta numele de Milevum.